# Resta
|  | Aquest article tracta sobre l'operació entre nombres. Vegeu-ne altres significats a «diferència». |

"5 - 2 = 3" (verbalment, "cinc menys dos és igual a tres")

La resta, sostracció o subtracció és una de les quatre operacions bàsiques de l'aritmètica. És l'operació inversa de la suma.
La resta s'expressa de la manera següent: a − b = c, on a s'anomena minuend, b s'anomena subtrahend i c és el resultat de la resta o diferència.
També es pot expressar la resta com a suma de l'oposat. D'aquesta manera, {\displaystyle a-b=a+(-b)}, on −b és l'element oposat de b respecte de la suma.
En el conjunt dels nombres naturals, N, només es poden restar dos nombres si el minuend és major que el subtrahend. Si el minuend i el subtrahend són iguals, la diferència és zero. Un minuend menor que el subtrahend, donaria origen a una diferència negativa, la qual quedaria fora del conjunt dels nombres naturals. Això vol dir que la resta és una operació externa al conjunt dels nombres naturals. La resta és, en canvi, una operació interna dels conjunts de nombres enters, racionals, reals i complexos.
També es poden restar altres entitats matemàtiques, com polinomis, vectors o matrius.

## Propietats de la resta
UniformeSi als dos membres d'una igualtat se'ls resta un mateix nombre, queda una altra igualtat com a resultat.
{\displaystyle a=b\Rightarrow a-c=b-c}
MonotoniaSi als dos membres d'una desigualtat matemàtica se'ls resta un mateix nombre, queda una altra desigualtat del mateix sentit.
{\displaystyle a>b\Rightarrow a-c>b-c}